# Saga Sturlunga
Saga Sturlunga (a menudo llamada simplemente Sturlunga o Saga de los descendientes de Sturla) es una colección de sagas islandesas de varios autores de los siglos XII y XIII compilados hacia el año 1300 d. C., en mayor parte relata la historia de los Sturlung, un poderoso clan gobernante durante el periodo conocido como Sturlungaöld de la Mancomunidad Islandesa. Pertenece a las denominadas «sagas contemporáneas» (samtíðarsögur) ya que sus autores fueron testigos de los acontecimientos históricos que se mencionan. Existen dos versiones: Króksfjardarbók (AM 122a fol. K) escrito entre 1360 y 1370 y Reykjarfjardarbók (AM 122b fol. R), aunque ninguno conserva el texto en formato original y en el segundo se hace bien patente que se ha perdido mucha información.
Sturlunga se inicia con la leyenda de Geirmundur heljarskinn Hjörsson, un caudillo regional de finales del siglo IX en Noruega, quien emigra a Islandia escapando de la tiranía del rey Harald I de Noruega. La sección históricamente más plausible se inicia en 1117 con Þorgils saga ok Hafliða. 
Las sagas cubren un periodo aproximadamente de 1120 hasta 1264 y están consideradas como las más importantes fuentes para el estudio de la economía y sociedad medieval islandesa.

## Contenido
| - Geirmundar þáttr heljarskinns - Þorgils saga ok Hafliða - Ættartölur (genealogías) - Haukdæla þáttr - Saga Sturlu (también llamada Heidarvigs saga) - Formáli (prefacio) - Prestsaga Guðmundar Arasonar - Guðmundar saga dýra | - Hrafns saga Sveinbjarnarsonar - Saga Íslendinga - Þórðar saga kakala - Saga Svínfellinga - Þorgils saga skarða - Sturlu þáttr - Arons saga Hjörleifssonar - Smákaflar og brot |

La saga Íslendinga (que cubre los primeros años de la Mancomunidad Islandesa, 930 - 1030), la saga Sturlu y Prestsaga Guðmundar Arasonar (que cubren el periodo 1183 - 1264), constituyen casi la mitad del compendio.
La saga Sturlunga es la fuente histórica más fiable de la historia de Islandia durante los siglos XII y XIII y fue escrita por personas involucradas y con experiencia en las luchas internas por el poder en una época que finalizó con la pérdida de la soberanía nacional islandesa y posterior dominio de la corona noruega en 1262. El calificativo saga Sturlunga para todo el compendio se designó hacia el siglo XVII y desde entonces se aceptó ampliamente a la vista que el clan familiar y sus poderosos caudillos prácticamente dominaban el espectro político de la isla durante gran parte del periodo del que son protagonistas.